# یک فرصت دیگر (فیلم ۲۰۲۴)
یک فرصت دیگر (به انگلیسی: One More Shot) (همچنین به عنوان آخرین فرصت ۲) یک فیلم اکشن و دلهره‌آور بریتانیایی محصول سال ۲۰۲۴ که دنباله مستقیم فیلم آخرین فرصت (۲۰۲۱)، به کارگردانی جیمز نان با بازی اسکات ادکینز، مایکل جای وایت، الکسیس نپ و تام برنگر است.

## داستان
پس از حمله به سایت سیاه در لهستان، به جیک هریس یگان ویژه نیروی دریایی دستور داده شده تا امین منصور مظنون تروریست را برای بازجویی به واشینگتن دی سی اسکورت کند.

## بازیگران
- اسکات ادکینز در نقش جیک هریس؛ یگان ویژه نیروی دریایی
- مایکل جای وایت

## تولید
در فوریه ۲۰۲۲، اسکات ادکینز فاش کرد که درحال کار بر دنباله فیلم یک فرصت است.

## دنباله
آخرین فرصت در انتظار رخ دادن است.
یک فرصت دیگر پایه‌های یک سه‌گانه را می‌سازد، اما فیلم سوم هنوز تایید نشده است.

## انتشار
این فیلم در ۱۲ ژانویه ۲۰۲۴ در بریتانیا و ۱۶ ژانویه در آمریکا منتشر گردید. اسکای سینما و سیگناتور اینترتینمنت حقوق پخش را در بریتانیا و سرگرمی خانگی سونی پیکچرز در آمریکا را به دست آوردند.